# Scandale Franklin
 (octobre 2024).
Le contenu est difficilement compréhensible vu les erreurs de traduction, qui sont peut-être dues à l'utilisation d'un logiciel de traduction automatique.
« Scandale Franklin » désigne l'allégation de l'existence d'une filière de trafic de mineurs prostitués au bénéfice de certains politiques locaux et nationaux pédophiles ainsi que des soupçons de trafic de drogue sur fond de délits financiers avérés au Nebraska, allégations qu'un grand jury a considérées comme non fondées.

## Déroulement de l'affaire

### Détournements de fonds de Lawrence King et inculpation
« Franklin » est une référence au « Franklin Community Federal Credit Union », une institution financière du Nebraska. La relation avec l'institution était indirecte et visait une implication d'un ancien cadre de Franklin, Lawrence E. King, qui a été accusé de détournement de fonds. King était membre, contributeur généreux et étoile montante du Parti républicain, il avait chanté l'hymne national lors des congrès de 1984 et 1988 et il entretenait des relations haut-placées dans le parti. Il était un ancien vice-directeur du National Black Republican Council, un cercle de réflexion et d'influence afro-américain interne au Parti républicain. Il fut inculpé de détournement de fonds en novembre 1988, mais un magistrat fédéral décida qu'il était psychiquement trop fragile pour supporter un jugement à ce moment. À ce moment des rumeurs persistantes faisant état de trafic de drogue, d'abus sexuels sur mineurs et que l'argent de la Franklin aurait servi à financer de la prostitution de mineurs furent colportées, y compris par des politiques en charge.

### Allégations par la presse de l'existence d'un réseau pédophile
Les allégations de l'existence d'un réseau pédophile apparurent dans la presse dans l'édition du 18 décembre 1988 du New York Times : des gens non-identifiés présent à une réunion confidentielle ont déclaré que le sénateur de l'État du Nebraska, Ernie Chambers, aurait entendu des allégations crédibles de « garçons et filles, certains provenant d'orphelinats, qui auraient été transportés dans le pays par avion pour prodiguer des actes sexuels pour lesquels ils ont été rémunérés. »
L'affaire connut un nouveau rebondissement le 29 juin 1989 quand la première page du Washington Times titra « Homosexual Prostitution Inquiry ensnares VIPs with Reagan, Bush ». L'article du Washington Times écrit par les journalistes Paul M. Rodriguez et George Archibald prétendait que des personnalités officielles de l'administration de Ronald Reagan et de George Bush père étaient reliées à un réseau élaboré de prostitution masculine à Washington, D.C et rapportaient que deux de ces prostitués seraient entrés dans la Maison-Blanche tard dans la nuit. Les termes employés faisaient état « d'enlèvement, abus, et implications de mineurs dans des perversions sexuelles ». Les personnes-clés mises en cause étaient Craig J. Spence, un lobbyiste républicain basé à Washington D.C., qui se suicida dans le courant de l'année et Lawrence King, qui à l'époque était cadre au sein de la Franklin Community Federal Credit Union du Nebraska.

### John deCamp
En 1989, John DeCamp, ancien sénateur du Nebraska, publie le « mémorandum DeCamp » qui résume le scandale Franklin et désigne nommément cinq figures centrales dans l'enquête et rapporte que King aurait abusé de jeunes garçons de Boys Town (en) (un foyer d'accueil pour jeunes en difficulté d'Omaha). Certaines des cinq personnes nommées par DeCamp auraient soutenu l'activité de King dans son institution bancaire ou fréquenté les nombreuses soirées qu'il donnait. Il fera éditer son mémo en livre en 1992 qui sera publié sous le titre The Franklin Cover-up: Child Abuse, Satanism, and Murder in Nebraska qui dénonce ce qu'il considère comme la couverture officielle du scandale Franklin. Il persiste à affirmer que les allégations des victimes ne sont pas un canular mais fondées. Il invite les gens mis en cause par cette affirmation à engager des poursuites pénales contre lui, invitation qui restera sans réponse. Son livre a été mis à jour, complété et réédité en 2006.

### Victimes et témoins devant le grand jury
Le 10 janvier 1990, l'organe législatif du Nebraska constitua un comité spécial d'enquête sur les allégations avec la sénatrice de l'État, Loran Schmit, qui le préside. Le 30 janvier 1990 le procureur général de l'État du Nebraska Robert Spire appela à la création d'un grand jury pour examiner le cas. Le 6 février l'ancien juge de district Samuel Van Pelt fut nommé procureur spécial du Grand Jury du comté de Douglas qui se réunit le 12 mars 1990. Le 23 juillet 1990, après avoir entendu plusieurs heures de témoignage, le grand jury balaya les allégations concernant l'abus sexuel sur enfants, qualifiant les accusations de « canular particulièrement subtil et soigneusement préparé » et répandu par une ou des personnes avec une connaissance considérable des personnes et des institutions d'Omaha, mais sans les avoir identifiées. Le jury déclara aussi qu'ils « n'ont trouvé aucune preuve de viol d'enfant, de leur transport par l'autoroute de trafic de drogue ou d'implication dans un réseau pornographique ». Le jury dit aussi qu'il suspectait qu'un enquêteur de l'État avait été dupé par Michael Casey, un employé licencié de Boys Town, pour se venger. Le président du comité d'enquête, Loran Schmit, qualifia le rapport du grand jury d'« étrange document ». Malgré ce rapport, de nombreuses questions sont restées ouvertes et continuent d'alimenter des spéculations et des recherches parallèles.
Deux témoins, Alisha Owen, 21 ans, et Paul A. Bonacci, 22 ans, qui ont prétendu avoir été abusé sexuellement quand ils étaient adolescents, furent accusés de parjure après que deux autres témoins, qui avaient soutenu leur version, se rétractèrent. Les deux inculpés purgent actuellement des peines de prison pour des délits sans relation avec cette affaire.

### Condamnation de Lauwrence King pour détournement de fonds
En juin 1991, Lauwrence King est reconnu coupable dans le cas du Franklin Community Federal Credit Union, de conspiration, de détournement de fonds et de falsification de comptes et condamné à 15 ans de prison (3 fois 5 ans).

### Un programme de télévision d'enquête qui ne fut jamais diffusé
En 1993, la chaîne de télévision britannique Yorkshire Television envoya une équipe dans le Nebraska pour lancer sa propre enquête. La chaîne britannique avait un contrat avec la chaîne américaine Discovery Channel pour produire un documentaire sur l'affaire pour la télévision américaine. Intitulé Conspiracy of Silence (« La Conspiration du silence »), il devait être diffusé dans tout le pays le 3 mai 1994. L'annonce en parut dans le TV Guide ainsi que dans les journaux. Mais à la dernière minute et sans explications, il ne fut pas diffusé ce jour-là ni jamais. Il peut en revanche être visionné sur internet.

### Le cas Bonacci contre Lawrence King
Le 27 février 1999, au tribunal de district d'Omaha de l'État du Nebraska, Paul A. Bonacci gagna un jugement par défaut de 800 000 $ de dommages et 200 000 $ d'intérêts dans un procès civil contre Lawrence King, accusant ce dernier de kidnapping, de domination mentale et de viol dans le cadre d'un rituel sataniste, ainsi que de blessures physiques et psychologiques. Le juge ne fonda pas son jugement sur ses[incompréhensible] accusations, mais le définit par rapport à l'absence à son procès de l'accusé[incompréhensible], ce dernier purgeant déjà, au moment de la poursuite, une peine de prison de 15 ans commencée depuis juin 1991. Avant la libération de King, un appel avait été déposé contre le jugement d'un million de dollars contre lui. En janvier 2000, Lawrence King abandonna l'appel. Il fut libéré le 10 avril 2001.